# VVV
VVV est une revue surréaliste, publiée à New York, n'ayant connu que quatre numéros de 1942 à 1944.

## Histoire de la revue et description
Réfugié à New York depuis le mois de juillet 1941, André Breton tente de reformer un groupe surréaliste avec d'autres artistes réfugiés comme lui, et également, avec des artistes américains. De nationalité française, Breton ne peut être le seul directeur d'une revue. Il confie le rôle de codirecteur au peintre David Hare.
Le titre VVV d'André Breton est, pour lui, une référence aux mots « Victory », « View », et « Veil » tirés d'un passage « Victory over the forces of regression, View around us, View inside us [...] the myth in process of formation beneath the Veil of happenings » (« La victoire sur les forces de la régression, la vue autour de nous, la vue en nous [...] le mythe dans le processus de formation sous le voile de ce qui se passe. »)
La revue n'a connu que quatre numéros en trois livraisons. Dans le premier numéro de juin 1942, dont le conseil de rédaction est constitué de Breton et Max Ernst, paraissent les Prolégomènes à un troisième manifeste ou non de Breton. La couverture de ce numéro est réalisée par Ernst.
Dans le numéro double 2-3 publié en mars 1943 (Marcel Duchamp entre au conseil de rédaction), figure le texte d'une conférence prononcée par Breton à l'université Yale en décembre 1942 : Situation du surréalisme entre les deux guerres. La couverture de ce numéro est réalisée par Duchamp.
Dans le numéro 4 de février 1944, paraissent les textes de Benjamin Péret La Pensée est UNE et indivible et de Pierre Mabille Le Paradis. La couverture de ce numéro est réalisée par Roberto Matta.